# آلبرتو اسپنسر
آلبرتو اسپنسر (Cabeza Mágica; زاده ۶ دسامبر ۱۹۳۷ – درگذشته ۳ نوامبر ۲۰۰۶) بازیکن فوتبال اهل اکوادور بود. وی با ۵۴ گل در ۸۷ مسابقه بهترین گلزن تاریخ مسابقات جام لیبرتادورس می‌باشد.
از باشگاه‌هایی که در آن بازی کرده‌است می‌توان به باشگاه فوتبال پنیارول و باشگاه ورزشی بارسلونا اشاره کرد.
وی همچنین در تیم‌های ملی فوتبال اکوادور اروگوئه بازی کرده‌است.